# ذي حيوة (يريم)

تعديل مصدري - تعديل

ذي حيوة هي إحدى قرى عزلة بني سباء بمديرية يريم التابعة لمحافظة إب، بلغ تعداد سكانها 206 نسمة حسب تعداد اليمن لعام 2004.